# Hauptstraße 17 (Schopp)
Hauptstraße 17 ist eine denkmalgeschützte Hofanlage in der rheinland-pfälzischen Ortsgemeinde Schopp. Der Vierseithof wurde in der ersten Hälfte des 19. Jahrhunderts im Stil des Klassizismus errichtet.

## Geschichte
Nach Ende der Befreiungskriege wurden in Schopp mehrere große Bauernhöfe errichtet. Dazu zählten auch das Gasthaus Zur Tanne an der Hauptstraße (heute „Krossis“) und westlich unterhalb davon ein weiteres Bauernhaus. Beide Gebäude wurden zu Anfang des 19. Jahrhunderts durch Bauherren der Familie Jacob errichtet.

## Beschreibung
Das Wohnhaus ist ein stattlicher Bau mit zwei Geschossen und fünf Fensterachsen auf der Straßenseite. Der Putzbau ist mit Sandstein gegliedert, die Fensterläden sind entfernt worden. Ein leicht vorspringender Risalit prägt die Fassade. Die Tür und die zwei Fenster im Eingangsbereich haben Rundbögen. An das Wohnhaus schließt sich nach Norden das Torhaus an. Der Vierseithof ist durch beide Gebäude zur Straße abgeschlossen. Die Firstlinie des Walmdachs läuft einfirstartig durch.
Die Hofanlage befindet sich im Ortskern, zwei Häuser nördlich befindet sich das ebenfalls denkmalgeschützte, ehemalige Rat- und Schulhaus des Dorfs (Hauptstraße 13).